# Genetyczny profil osobowości DNA
Badania genetycznego profilu osobowości bazują na odkryciach genetyki behawioralnej, psychologii i neurologii. Zachowania zależne od osobowości mają swoje podłoże w specyficznych mechanizmach układu nerwowego i hormonalnego. Mimo wciąż toczącej się debaty, jaka powinna być dokładna definicja słowa „osobowość”, zidentyfikowano główne czynniki (płaszczyzny) osobowości, spójne we wszystkich kulturach, tj. neurotyczność i ugodowość. Skorelowano wysoki poziom neuroprzekaźnika dopaminy z cechami osobowości świadczącymi o zależności od ryzyka, poszukiwaniu mocnych doznań. Obecne publikacje naukowe donoszą o poligenii profilu osobowości, czyli wpływie wielu genów lub SNPs na daną cechę charakteru.

## Genetyka Behawioralna
Genetyka behawioralna jest dziedziną, badającą różnice między ludźmi dzieląc podłoże tych różnic na genetyczne versus środowiskowe. Najbardziej powszechnym typem badań są badania rodziny, bliźniąt i osób adoptowanych. Wpływ czynników środowiskowych na aspekt behawioralny w tego typu badaniach jest: dzielony (wspólne środowisko dorastania) lub nie-dzielony, czyli środowisko unikalne. Środowisko to zmienne: statusu socjoekonomicznego i wychowawczego oraz grupy rówieśniczej.
Ten rodzaj badań nie wyjaśnia, które dokładnie geny lub cechy osobowości są dziedziczne. Mówi natomiast o istotności genów w porównaniu do względnego wpływu środowiska na profil osobowości.
Dzieci dziedziczą 50% materiału genetycznego od każdego z rodziców. Bliźnięta jednojajowe posiadają w 100% identyczne DNA, a dwujajowe w 50%. Za czym również swoi podobieństwo bliźniąt jednojajowych. Zatem, jeżeli dzielone środowisko ma wpływ na profil osobowości, wówczas rodzeństwo wychowane w tej samej rodzinie powinno mieć podobny zestaw cech w przeciwieństwie do rodzeństwa wychowanego w innym środowisku (rozdzielonych). Badania genetyki behawioralnej dowodzą, że dzielone środowisko nie ma wpływu na zestaw cech rodzeństwa. (Eysenck, 1990) Oznacza to, że cechy charakteru są dziedziczne, choć nie można pominąć wpływu unikalnego środowiska na rozwój tychże cech.

## Dziedziczność na podstawie Pięcioczynnikowego Modelu Osobowości (Wielkiej Piątki)
Bazując na 30-skalowym kwestionariuszu osobowości NEO-PI-R, określającym Pięcioczynnikowy Model Osobowości zbadano etiologię dziedziczności genetycznej i wpływu środowiska. Kwestionariusz przeprowadzono wśród 123 par bliźniąt jednojajowych i 127 par bliźniąt dwujajowych. Wpływ genów na neurotyczność, ekstrawersję, ugodowość, otwartość na doświadczenia i sumienność wynosi następująco: 41%, 53%, 41%, 61% i 44%. Wnioski dotyczące środowiska były spójne we wszystkich aspektach badania. Dowiedziono, że wpływ wspólnego środowiska na czynniki osobowości jest nieistotny statystycznie.

## Genetyka molekularna osobowości
Badania genetyki molekularnej nad cechami osobowości rozpoczęły się od badań konkretnych genów o określonych funkcjach. Bazując na założeniu, że procesy w mózgu regulują osobowość, to geny kodujące neuroprzekaźniki lub wchodzące w skład połączeń synaptycznych, powiązano z cechami charakteru. Najczęściej badanym polimorfizmem jest 48-bp VNTR eksonu 3, wchodzącym w skład genu kodującego receptor dopaminy D4 (DRD4). Pierwsze publikacje dotyczące korelacji tego polimorfizmu z cechą innowacyjności (poszukiwania nowości) opublikowano w 1996.
Z genów grupy mechanizmów działania serotoniny najczęściej badanym genem jest 5-HTT. Badany jest polimorfizm insercji/delecji w regionie regulacyjnym 5-HTT (5-HTTLPR). Krótki allel (s)- 44-bp delecja, jest transkrybowany mniej efektywnie niż dłuższy allel (l)- 44-bp insercja, co skutkuje zmniejszoną ekspresją 5-HTT. Powiązano to z cechami związanymi z niepokojem, obawami. Osobniki z genotypem s/s lub s/l w testach diagnostycznych miały więcej punktów w czynnikach neurotyczności i unikaniu niebezpieczeństwa.
Noradrenalina – polimorfizm w genie kodującym receptor adrenaliny (ADRA2A) powiązano z obecnością cech, takich, jak drażliwość, wrogość i impulsywność.
W badaniach korelacji między poszczególnymi genami a cechami osobowości stosuje się również analizę multiwariancji, obejmującą analizę wielu genów i ich interakcji na jedną, konkretną cechę charakteru oraz skanowanie całego genomu (Genome-wide scans).
Skanowanie całego genomu identyfikuje geny odpowiedzialne za konkretny fenotyp. Pierwszy opublikowany skan genomu osobowości bazował na 758 parach bliźniąt z rodzin dwupokoleniowych. Skan zawierał 291 markerów. Unikanie niebezpieczeństwa skorelowano z regionem 8p21, wykryto również geny hipostatyczne.
Kolejne badania przeprowadzono wśród holenderskich i australijskich rodzin. Dzięki genotypowaniu ich genomu, dostępnej bazie GWAS i możliwości porównania określonych SNPs (Single Nucleotide Polymorhisms), zidentyfikowano loci neurotyczności na 1q, 4q, 7p, 12q i 13q. Geny cech ilościowych (QTLs) na chromosomach 1,12 i 13 są, wysoce prawdopodobne, zależne od płci.
SNPs odpowiadające za konkretne cechy charakteru (profil osobowości DNA). Osobniki z allelem G wykazują większy optymizm, towarzyskość, samoświadomość i cierpliwość.

## Podsumowanie
Podsumowując, uważa się, że badania nad genetyką osobowości (genetycznym profilem osobowości) będą tym skuteczniejsze w identyfikowaniu czynników genetycznych, im badania obejmować będą większa próbę ujednoliconych, zdrowych osobników, o możliwie najbardziej podobnym fenotypie oraz uwzględniać będą wpływ unikalnego środowiska, jako zmiennej. Osiągnąć można to poprzez badania prowadzone na wielu płaszczyznach: genetyki, biologii molekularnej, epidemiologii oraz psychologii.